# Myrmecium itatiaiae
Myrmecium itatiaiae là một loài nhện trong họ Corinnidae.
Loài này thuộc chi Myrmecium. Myrmecium itatiaiae được Cândido Firmino de Mello-Leitão miêu tả năm 1932.